# Río Jelache
Der Río Jelache ist ein 105 km langer rechter Nebenfluss des Río Huayabamba in der Provinz Mariscal Cáceres in der Region San Martín im zentralen Norden Perus.

## Flusslauf
Der Río Jelache entspringt in der peruanische Zentralkordillere nahe der Wasserscheide zum weiter westlich gelegenen Einzugsgebiet des oberen Río Marañón. Das Quellgebiet liegt auf einer Höhe von etwa 3750 m an der Nordflanke des 4108 m hohen Cerro Quishuar. Der Río Jelache fließt anfangs 35 km überwiegend in Richtung Nordnordost. Anschließend nimmt er einen größeren Nebenfluss von links auf und fließt auf den folgenden 55 Kilometern nach Osten, bevor er sich im Unterlauf, auf den letzten 15 Kilometern, nach Norden wendet. Der bedeutendste Nebenfluss ist der Río Caten. Dieser trifft bei Flusskilometer 22 von Süden kommend auf den Río Jelache. Entlang dem Unterlauf befinden sich die Siedlungen San Juan del Pajatén, Gran Pajatén, Nueva Esperanza und Primavera. Bei Gran Pajatén befindet sich ein bekannter archäologischer Fundplatz. Der Río Jelache mündet schließlich auf einer Höhe von etwa 340 m 2 km südlich der Ortschaft Dos de Mayo in den Río Huayabamba.

## Einzugsgebiet
Das Einzugsgebiet des Río Jelache umfasst eine Fläche von 1821 km². Das Gebiet liegt vollständig im Distrikt Huicungo und besteht hauptsächlich aus tropischem Bergregenwald. Entlang der westlichen Wasserscheide erheben sich die Berge bis auf eine Höhe von mehr als 4000 m. Jenseits dieser liegt das Flusssystem des oberen Río Marañón. Im Norden grenzt das Einzugsgebiet des Río Jelache an das des Río Breo, im Süden an das des Río Abiseo. Das obere und mittlere Einzugsgebiet des Río Jelache ist weitgehend unbewohnt.

## Ökologie
Das Einzugsgebiet des Río Jelache befindet sich größtenteils innerhalb der Schutzgebiete Concesión para Conservación Alto Huayabamba (im Westen, umfasst die oberen Einzugsgebiete von Río Jelache und Río Caten) und Concesión para Conservación Monte Cristo (im Osten; umfasst das mittlere Einzugsgebiet oberhalb Flusskilometer 20).